# The Dismemberment Plan
The Dismemberment Plan is een Amerikaanse indieband uit Washington D.C. die bestond van 1993 tot 1 september 2003; vanaf 2011 trad de groep weer op en in 2013 bracht ze een album uit. De band bestond voor het grootste deel van haar bestaan uit Eric Axelson (basgitaar), Jason Caddell (gitaar), Joe Easley (drums) en leadzanger en gitarist Travis Morrison.
De muziek van The Dismemberment Plan is een mengelmoes van veel muziekstijlen. Op eerdere albums zijn veel invloeden te horen uit punkmuziek, zoals die van Fugazi en Jawbox, op latere albums zijn ook invloeden uit de r&b, hiphop, new wave en dance-punk hoorbaar.

## Biografie
De band zat het grootste deel van haar bestaan op het kleine label DeSoto Records, afgezien van een korte periode bij Interscope, waar ze hun belangrijkste plaat opnamen: Emergency & I (1998). Emergency & I was een groot succes onder muziekliefhebbers, maar kreeg een groter publiek dankzij onder meer in het voorprogramma te staan van Pearl Jam en enthousiaste recensies van online muziekwebsites als Pitchfork Media. Er werd onder meer samen getoerd met Death Cab for Cutie.
De band hield op 1 september 2003 op te bestaan, kort nadat de band via haar website aan haar fans had gevraagd om remixes te maken van een aantal van haar nummers, uitgegeven als A People's History of the Dismemberment Plan (2003). Leadzanger Travis Morrison bracht zijn debuutalbum Travistan uit in 2004. Op 27 en 28 april 2007 gaf The Dismemberment Plan twee reünie-concerten in een nachtclub voor een goed doel. In 2011 begon de band weer te toeren en in 2013 vond de comeback zijn weerslag in het album Uncanney Valley. In 2014 trad de band onder meer op Coachella en Primavera Sound op.

## Discografie
Albums
- 1995 - !
- 1997 - The Dismemberment Plan Is Terrified
- 1999 - Emergency & I
- 2001 - Change

Live-album
- 2011 - Live In Japan 2011

Ep's
- 1994 - Can We Be Mature?
- 1998 - The Ice of Boston
- 2000 - Juno & The Dismemberment Plan (Split ep)

Singles
- 1997 - "The Ice of Boston"
- 1999 - "What Do You Want Me to Say?"